# Fagner Ironi Daponte
Fagner Ironi Daponte, meglio noto come Alemão (Santo Ângelo, 18 ottobre 1990), è un calciatore brasiliano, difensore del Náutico.

## Carriera
Ha giocato nella seconda divisione brasiliana e nella prima divisione dei campionati brasiliano e saudita.

## Palmarès

### Club

#### Competizioni statali
- Campionato Catarinense: 1

Avaí: 2021